# Сихарий (архиепископ Бордо)
Сиха́рий (лат. Sicharius, фр. Sichaire; умер около 825) — архиепископ Бордо (не позднее 814/816 — около 825).

## Биография
Об истории Бордоской архиепархии конца VI — начала IX веков известно очень немного. Главная причина этого — почти полное отсутствие сообщений о городе Бордо в исторических источниках этого времени. Позднейшие каталоги глав архиепархии содержат списки имён глав местной кафедры, однако о деятельности большинства из этих лиц сведения отсутствуют. Наиболее близким к Сихарию архиепископом Бордо, о котором известно что-либо кроме имени, был Иоанн, упоминающийся в соборных актах 670-х годов. Непосредственным же предшественником Сихария в каталогах называется архиепископ Веревульф.
Точная дата занятия Сихарием кафедры Бордо неизвестна. Традиционно ею считается 816 год, однако существует хартия, большинством историков датируемая 814 годом, в которой Сихарий уже наделён титулом архиепископа. В этом документе император Людовик I Благочестивый по просьбе Сихария подтвердил все привилегии и иммунитет от светских властей, которые ранее Карл Великий предоставил Бордоской архиепархии. Хартия также давала местным архиепископам полное право распоряжаться имуществом монастырей Сен-Сёрин в Бордо и Сен-Ромен в Бле.
Осенью 816 года в Ахене состоялся большой собор, посвящённый церковной реформе во Франкском государстве. Несмотря на то, что Сихарий получил особое приглашение от Людовика Благочестивого посетить это собрание, архиепископ Бордо по неизвестным причинам участия в нём не принял, послав вместо себя священника Адалельма. После завершения собора император направил Сихарию послание с текстом принятых канонов, повелев, чтобы архиепископ поставил своих суффраганов в известность о принятых в Ахене решениях и тщательно следил за их выполнением.
Дата смерти Сихария неизвестна. Предполагается, что это произошло около 825 года. Новым архиепископом Бордо стал Адалельм, представитель Сихария на церковном соборе 816 года.